# Thelonious Monk
Nem tudom, merre tart a jazz. Talán a pokolba. Semmit nem lehet arra bírni, hogy bármerre menjen. Csak úgy megtörténik.
Thelonious Sphere Monk (Rocky Mount, Észak-Karolina, 1917. október 10. – Weehawken, New Jersey, 1982. február 17.) amerikai zongorista és zeneszerző, a jazz egyik legmeghatározóbb alakja.
Nagy hatással volt más zenészekre, akik később a bebop stílust kifejlesztették.

## Élete
Az Észak-karolinai Rocky Mountban született, de családjával rövidesen New Yorkba költözött. Hatévesen kezdett zongorázni, és bár tanárhoz is járt, leginkább önállóan tanult. A Stuyvesant gimnáziumba járt, de nem végezte el.
Már húszéves kora előtt zenéléssel keresett pénzt; a Minton's Playhouse nevű manhattani klubban zongorázott, állítólag néhány Jerry Newman által 1941-ben itt készített felvételen ő hallható. Korai stílusa, melyre a hard-swinging kifejezést használják, közel áll Art Tatuméhoz. Monk maga Duke Ellingtont, James P. Johnsont, és általában a stride játéktechnikájú zongoristákat nevezte meg inspirálóiként.
Első stúdiófelvételeit 1944-ben a Coleman Hawkins Quartettel készítette. Az első olyan felvételeket, amelyeken ő a vezető zenész, 1947-ben rögzítették, ezekből állította össze bemutatkozó albumát, Genius of Modern Music, Vol. 1 címmel.
Ugyanebben az évben vette el Nellie Smitht; fiuk, T. S. Monk, akiből jazzdobos lett, 1949-ben született; lányuk, Barbara 1953-ban.
1951 augusztusában a New York-i rendőrség átvizsgált egy Monk és Bud Powell tulajdonában lévő autót, és drogot talált benne. Monk nem vallott a barátja ellen, ezért elvették azt az engedélyét, amellyel szeszes italt is felszolgáló helyeken játszhatott. Így az ötvenes évek nagy részében színházakban és a városon kívül tartott koncerteken lépett közönség elé, valamint komponált és lemezfelvételeket készített.
1947-52 között a Blue Note Recordsnál, 1952-54 között a Prestige-nél, az évtized végéig pedig a Riverside-nál jelentek meg lemezei, de nem túl nagy példányszámban. (A Riverside mindössze 108 dollár 24 centért szerződtette át a Prestige-től.)
1954-ben jutott el először Európába: Párizsban adott koncerteket és felvételeket is készített. Itt találkozott és barátkozott össze Pannonica de Koenigswinter bárónővel, a Rothschild család angol ágának tagjával, aki számos New York-i jazz-zenészt támogatott.
1958-ban Monkot és Koenigswartert őrizetbe vette a rendőrség Wilmingtonban (Delaware állam), mivel a bárónő autójának csomagtartójában lévő bőröndökben kábítószert találtak. Amikor Monk visszautasította, hogy válaszoljon a kérdésekre, megverték. Bár az autó átkutatásához Monk és Koenigswarter hozzájárult, a delaware-i fellebbviteli bíróság a jogtalan fogvatartás és a Monkkal szembeni túlkapás miatt megállapította, hogy ezt kényszer hatására tették, így a bizonyítékok nem használhatók fel.
Monk a hatvanas években egy nagyobb kiadóhoz, a Columbia Recordshoz szerződött, amely szélesebb körben kezdte népszerűsíteni. 1964-ben a Time címlapjára került. Ebben az időszakban zeneszerzőként kevésbé volt termékeny.
A hetvenes évek elején szinte teljesen visszavonult a nyilvánosságtól, élete utolsó évtizedében csak néhány fellépése volt. 1971 novembere után már újabb felvételeket sem készített.
A Straight, No Chaser című dokumentumfilmben fia, T. S. Monk elmondta, hogy apja több alkalommal pszichiátriai kezelésre szorult, és állapota a hatvanas évek végén vált súlyosabbá. Monk valószínűleg bipoláris zavarban vagy skizofréniában szenvedett. A pontos diagnózist fia nem közölte.
Utolsó éveit Koenigswarter bárónő New Jersey-i házában töltötte. 1982-ben hunyt el, a hartsdale-i (New York állam) Ferncliff temetőben nyugszik.

## Diszkográfia

### Nagylemezek
- Genius of Modern Music Vol. 1 (1948, Blue Note)
- Genius of Modern Music Vol. 2 (1952, Blue Note)
- Miles Davis: Miles Davis and the Modern Jazz Giants (1954, Prestige)
- Brillant Corners (1957, Riverside)
- Thelonious Monk with John Coltrane (1957, Riverside)
- Thelonious Alone in San Francisco (1957, Riverside)
- The Thelonious Monk Orchestra at Town Hall (1959, Riverside)
- Criss Cross (1963, Columbia)
- Monk Big Band & Quartet in Concert (1964, Columbia)
- Solo Monk (1965, Columbia)
- The London Collection Vol. I-II (1971, Black Lion)

### Válogatások
- The Best of Thelonious Monk. The Blue Note Years (1947-1952, Blue Note, 1991)
- Thelonious Monk 85th Birthday Celebration (1952-1961, ZYX Music, 2002)
- The Columbia Years: '62-'68 (1962-1968, Sony, 2001)